# Panacris funebris
Panacris funebris är en tvåvingeart som beskrevs av James 1980. Panacris funebris ingår i släktet Panacris och familjen vapenflugor. Inga underarter finns listade i Catalogue of Life.